# 强吻沙蚕
强吻沙蚕（学名：Glycera robusta）为吻沙蚕科吻沙蚕属的动物。分布于太平洋北美沿岸从温哥华至南加利福尼亚、太平洋西岸的日本沿岸，包括黄海等海域。